# Contagem Regressiva para a Crise Final
Contagem Regressiva para a Crise Final, conhecida em inglês como Countdown nas primeiras 25 revistas da série, é uma mega-série da DC Comics, com publicação iniciada em 9 de maio de 2007, logo após o encerramento de 52. O escritor principal é Paul Dini, auxiliado por vários escritores e desenhistas rotativos.
Contagem Regressiva é composta de 51 revistas, com a numeração invertida, isto é, iniciou no número 51, publicada semanalmente por um ano, cujas aventuras se interligavam com vários títulos importantes publicados pela DC na época. Como aconteceu em 52, Countdown não se passa no "tempo atual", mas segue uma vaga escala cronológica do Universo DC.

## História da publicação
A antecessora e bem-sucedida série 52, não era interligada às revistas regulares da época, ao contrário de "Contagem". Na conclusão de 52 foi feita a revelação de que um Multiverso existe e isso agora serve como tema de muitas histórias de Contagem. Na revista #26, a série foi renomeada, passando de "Contagem Regressiva" para Contagem Regressiva para a Crise Final. Dessa forma, as histórias da série serviram de prelúdio para o novo mega-evento da DC, chamado de Crise Final.
Uma história retroativa chamada "História do Multiverso" foi incluída na série, iniciada em #49 e terminada em #38, com a equipe de criação formada por Dan Jurgens (escritor e desenhista) e Norm Rapmund (arte-final) (Jerry Ordway arte-finalizou as histórias das revistas #39 e #38). O Multiverso DC tem sua história contada a partir da perspectivas do leitor, iniciando com o histórico encontro do Flash com o seu antecessor Jay Garrick (Joel Ciclone no Brasil) ocorrido na aventura "Flash de dois mundos" e chega aos eventos que precederam 52 e One Year Later (Um ano mais tarde), conforme contado pelos Monitores. Começando em Countdown #37, as histórias retroativas relatam as origens de vários super-vilões ("Origens Secretas"), de forma similar a dos super-heróis contadas em 52.
Countdown to Final Crisis foi planejada para as revistas #51-0, com a de número zero servindo como prólogo de Crise Final. Contudo, foi decidido que a série seria concluída no número 1 e o número zero foi renomeado para DC Universe #0. DC Universe #0 foi co-escrito por Grant Morrison e Geoff Johns e serviu como um resumo de eventos recentes do Universo DC com o intuito de atrair e situar novos leitores antes do lançamento de Crise Final.
Quando começou Crise Final foi verificado que o roteiro divergia dos de Countdown, conforme anotou Grant Morrison.

## Enredos

### Darkseid
Em Apokolips, Darkseid e Desaad discutem a chegada de um tempo cuja existência teria Darkseid como arquiteto. Darkseid apareceu com um tabuleiro de xadrez cujas peças eram representações de personagens conhecidos como o Coringa, Donna Troy, Arqueiro Verde, Flash, Holly Robinson, Batman, Jason Todd, Gavião Negro, Crocodilo, Caçador de Marte, Superman, Mulher Maravilha, OMAC, Jimmy Olsen, Asa Noturna, Duela Dent e Adão Negro. Mais tarde, quando os Novos Deuses, Magtron e Sleez tinham sido assassinados por uma figura desconhecida, Darkseid conversava com uma concubina e Desaad. A conversa é testemunhada pela Forageadora de Nova Gênesis, que espionava para saber se Darkseid fora o responsável pelas mortes. O misterioso assassino volta a atacar. Mary Marvel é trazida até Darkseid, que lhe conta estar em busca de um mago e que ela seria um. Quando Mary recusa a oferta, eles lutam e com a chegada de Desaad, Mary foge. Eclipso a persegue a mando de Darkseid. Darkseid mais tarde a captura e ordena a Mary que vá atrás de Jimmy Olsen. Órion, filho de Darkseid, emerge de um Tubo de Explosão e aparentemente mata o vilão e arranca seu coração. O Monitor Salomão joga o tabuleiro de Darkseid dentro da Muralha, comemorando sua vitória.

### Donna Troy, Jason Todd, Kyle Rayner e Ray Palmer
Em Nova Iorque, Jason Todd (ex-Robin e agora com a identidade de "Capuz Vermelho") testemunha a morte de Duela Dent pelas mãos de um Monitor, que afirma que a presença dela nesse mundo não é tolerada. Jason mais tarde encontra a ex-Moça Maravilha Donna Troy. Durante o ataque das Amazonas a Washington D.C., Jason e Donna conversam sobre o Monitor e são atacados por uma enviada do grupo. Outro Monitor chega para salvar a dupla de heróis.
No funeral de Flash (Bart Allen), o Monitor conta a Jason e Donna que o super-herói Elektron (Ray Palmer) está vivo e perdido em algum lugar do Nanoverso. E que a localização dele é a chave para a crise que está vindo. Donna, Jason e o Monitor (apelidado de "Bob" por Jason), encontram o novo Elektron Ryan Choi e o recrutam para ajudá-los a procurarem por Ray Palmer. O grupo depois ficaria conhecido por "Desafiadores do Além". No "Nanoverso", os heróis são aprisionados pela Rainha Belthera e mais tarde são resgatados por Kyle Rayner antes que Ryan Choi seja enviado de volta para a sua cidade. Kyle informa aos heróis que eles devem cruzar o Multiverso para localizar Ray Palmer e eles se encontram com o grupo Authority na Terra-50 e a Sociedade do Crime da Terra-3. Ao deixar a Terra-3, se juntam a eles a contraparte do Coringa (o "Comediante") e que é o pai de Duela e passam pela Terra-15 e mais tarde Terra-8, onde Lord Havok e os Extremistas o capturam antes de sofrerem a invasão do Monarca e seus novos recrutas, a Sociedade do Crime. Jason então percebe uma oportunidade e escapa, deixando seus companheiros.
Ao chegarem na Terra-12, um universo à semelhança de Batman Beyond (série de televisão do Batman), outro Monitor chamado de Nix Uotan chega e diz a Bob que todos os  Monitores adotaram um nome, mesmo o Monitor da Terra-8, que agora se chama Salomão. Nesse momento é revelado o paradeiro de Ray Palmer. O grupo então vai a Terra-51 um mundo próximo da perfeição e onde os vilões foram erradicados. Ray é encontrado vivendo o que seria a vida de sua contraparte nesse mundo. Bob se revela como aliado da causa de Salomão e que é a favor de que Ray seja exterminado. Bob mata a versão alternativa de Barry Allen, Ralph Dibny (Homem-Elástico) e Jean Loring, mas Ray escapa. Após se reunirem com os descendentes do Monarca da Terra-51 e os recrutados Sociedade do Crime e Extremistas, Kyle e Ray são confrontados por versões alternativas, inclusive uma Super-Moça e uma Dona Troy.
Jason encontra o Batman da Terra-51, que tinha erradicado os super-vilões inimigos logo após o assassinato de sua contraparte. Jason recebe dele então um novo uniforme de Robin, assumindo o nome de Robin Vermelho. Enquanto isso, a Rainha Belthera também chega à Terra-51 e envia seu exército de insetos para a luta.
Após a sua versão negra ter sido derrotada, a Donna da Nova Terra se disfarça nela e elimina Belthera, assumindo a liderança das tropas da rainha. Ray e Kyle também negociam com seus oponentes e explicam porque a contraparte de Ray da Terra-51 é tão importante. Ele teria descoberto um vírus consciente chamado Morticoccus. Quando o Multiverso foi revelado, Ray teorizara que versões do Morticoccus poderiam existir nas outras Terras e usava seu sistema imunológico para inocular a população. Após a morte do Ray da Terra-51, o Ray Palmer da Nova Terra pesquisou e continuou seu trabalho, deixando a marca do átomo em quem ele havia imunizado.
Kyle, Jason, Donna, Ray e Batman da Terra-51 se reúnem após o confronto com o Monarca e encontram uma mensagem para Apokolips. O Batman da Terra-51 então confronta um grupo de soldados do Monarca liderados pelo Coringa e é morto pelo Ultraman, versão do Superman. Jason então se vinga matando o Coringa. Nix Uotan explica que a mensagem veio da Fonte e deve ser remetida para Apokolips.
Em Apokolips, Jason se separa dos seus companheiros. O grupo encontra Mary Marvel, Karate Kid e outros e são atacados por um exército de OMACs.
Salomão chega e envia Ray Palmer, Nuclear, Mary Marvel e Karatê Kid (que estava infectado com o vírus) e os outros de volta para a Terra. O vírus é liberado e ataca os heróis, até ser detido por Rayner. Mas foi tarde demais, pois os humanos e os animais do planeta já haviam sido infectados, o que os tornavam selvagens. Una morre ao proteger sua filha e neto de uma horda de ratos infectados. Jason começa sua carreira solo de anti-herói enquanto Donna, Kyle, Ray Palmer e a Forageadora se aliam ao Monitor Nix Uotan, que vigia os outros Monitores.

### Mary Marvel
Mary Batson se recupera do coma sofrido após os eventos de The Trials of Shazam! e perde suas habilidades de voo. Ela pede a Freddy Freeman que pague a conta do hospital, e consulta Madame Xanadu, que avisa Mary para não ir a Gotham City. Ignorando o aviso, Mary é atacada por assassinos e se encontra com o Embaixador de Kahndaq, país onde Adão Negro havia se escondido. Adam aparece, salva Mary e depois de uma discussão transfere seus poderes para ela. Mary ganha os poderes de Ísis e Osiris como resultado.
Mary se encontra com Billy Batson e explica que ele substituiria o mago Shazam e que Freddy o substituiria. Billy não gosta que Mary tenha ficado com os poderes do Adão Negro, mas ela retruca dizendo que os usará para o bem. Mary começa a usar de muita violência contra os vilões de Gotham City.
Mary encontra Zatana, que sente uma escuridão em Mary. Zatana traz Mary para o seu lar, onde a treina. As duas acabam lutando e Zatana expulsa Mary.
Eclipso fala para Mary ir até Darkseid para lhe mostrar a verdadeira escuridão. Mary luta contra Darkseid e aproveita uma interrupção de Desaad para fugir. Eclipso e Mary lutam num asteróide até que ele é destruído pelo exército do Monarca e seus aliados. Em nova batalha das duas, Mary cai no oceano e vai parar em Themiscyra.

### Jimmy Olsen
Jimmy Olsen localiza o Capuz Vermelho, Jason Todd, e o entrevista sobre a morte de Duela Dent, a Arlequim. Jason sugere que ele deva falar com o Coringa no Asilo Arkham. O Coringa diz que nunca teve uma filha e suspeita de uma conspiração. Jimmy então é atacado pelo Crocodilo. Para surpresa de Jimmy, seu corpo se comporta na luta como o do Homem Elástico. Depois ele percebe que também conta com super-velocidade e projeta espinhos de seu corpo mas os poderes se manifestam de forma irregular e depois de intervalos. Jimmy assiste a morte de Magtron e sonha com a Muralha. Ele se encontra com um ajudante de Darkseid chamado Sleez, que é morto antes que possa revelar qualquer coisa, dizendo apenas que "É o começo do fim". Jimmy resolve se tornar um  super-herói, usando seus poderes e desenha e veste um uniforme, chamando a si mesmo de Mister Ação. Ele ganha popularidade e tenta se juntar aos Novos Titãs. Robin pede que ele reconsidere. Jimmy discute com Clark Kent e revela saber que ele é o Superman: ele tenta abrir a camisa de Clark. Jimmy também tenta se juntar a Liga da Justiça, mas seus poderes não se manifestam.
Jimmy se encontra com dois membros do Projeto Cadmus que lhe oferecem ajuda. Jimmy depois se encontra com o Forageador, que lhe pede ajuda para deter o assassino dos Novos Deuses. Em Apokolips, os dois lutam contra os Parademônios e são feitos prisioneiros. Os Monitores acham que Jimmy não controla seus poderes e que ele foi manipulado. Jimmy então é preso com os escravos e seria torturado; O Senhor Milagre aparece em seu socorro. O herói o examina com a sua Caixa Materna. Jimmy então é atacado pela Forageadora e duplica os poderes da Caixa Materna para trazer a agressora de volta a sanidade. Ao serem confrontados por Bernadeth, Jimmy cria um tubo de explosão e retorna à Terra com a Forageadora.
No apartamento de Jimmy, a Forageadora se revela como uma apanhadora de almas.
Jimmy viaja para Apokolips para saber se Darkseid tem algo a ver com seus poderes e se encontra com Salomão. Jimmy depois é capturado por Mary Marvel, controlada por Darkseid. Darkseid se prepara para absorver os poderes de Jimmy mas é impedido pelo Superman. Mary Marvel luta e derrota Donna, Kyle, Forageadora, Canário Negro e Vixen. Darkseid reativa os poderes de Jimmy fazendo-o emitir radiação de kriptonita para destruir  Superman. Ray Palmer intervem e pouco depois surge Orion, que mata Darkseid. Jimmy retorna ao lar, onde sua relação com a Forageadora se deteriora.

### Karate Kid e Dama Tripla
Karate Kid (Val Armorr) luta com Batman na Batcaverna e depois se junta ao membro da Legião de Super-Heróis, a antiga Dama Tripla que agora se chama "Una".
Karate Kid e Una vão ao lar de Oráculo, onde descobrem que alguém está tentando roubar a identidade secreta de todos os super-heróis. Oráculo diz que o Calculador está por trás do plano e o derrota. Karate Kid revela que ele está com um vírus e apenas Oráculo poderia ajudá-lo. Após examiná-lo, Oraculo descobre que o vírus é alienígena e que a contaminação já está muito avançada. Ela envia os dois heróis para  Elias Orr. Elias deduz que o vírus é um que foi relatado por OMACs e depois conta isso para Desaad.
Karate Kid e Una se juntam a Nuclear e outros e encontram o Professor Stein sendo torturado por Desaad.
Desaad rouba os poderes de Nuclear e Una. Desaad é separado de Nuclear e foge para Apokolips. O vírus é removido de Karate Kid, mas logo após ele morre e o vírus já contaminara o mundo.

### Trapaceiro e Flautista
A Galeria de Vilões é reconstituída com Onda Térmica, Mestre dos Espelhos, Capitão Frio, Abra Kadabra, Mago do Clima, Trapaceiro e Flautista, liderados por  Inércia. Trapaceiro e Flautista sofrem desconfianças dos demais por terem se regenerado no passado. A Galeria planeja matar Flash, Bart Allen, e os dois fogem quando os vilões são bem-sucedidos. Mas no funeral de Bart, eles são capturados por Multiplex e Pistoleiro. Ao escaparem, eles vão para Gotham City e são forçados a se aliar ao Esquadrão Suicida (além de Pistoleiro, Tigre de Bronze, Plastique e Capitão Bumerangue Jr., e depois o Questão e Mulher-Morcego, e a vilã Hera Venenosa), as vezes aliados a Batman e Wally West (esse em vingança contra a Galeria dos Vilões devido ao assassinato de seu sobrinho Bart). O Flautista e Trapaceiro tentam contar a Wally sobre os planos para o assassinato de Canário Negro e do Arqueiro Verde em seu casamento, mas são impedidos. Flash remove explosivos implantados nos dois e os leva para o lar de Zatana. Flash confisca as armas da dupla. Contudo, Trapaceiro e Flautista usam o guarda-costas múmia de Zatana, Hassan, para criar uma distração e fogem para a festa de Canário Negro. Eles se envolvem na batalha do dia do casamento e usam o "presente" explosivo do Coringa contra Hera Venenosa, se vingando dela. Ao fugir, os dois são atacados pelo Esquadrão Suicida, mas conseguem escapar. Eles se encontram com Duas Caras que lhes diz que o Xeque Mate está por trás de desaparecimento de vilões. Após lançar a moeda, o Duas Caras desiste de se juntar a dupla. Trapaceiro leva um tiro e morre e o Flautista fica preso a explosivos e foge para o deserto.
O Flautista então é levado para Apokolips por um tubo de explosão. Se desespera e é socorrido por uma pessoa desconhecida. Esse se revela como  Desaad, que liberta o Flautista dos explosivos, revelando conhecer essa tecnologia. Desaad quer que o Flautista use sua flauta e abra um canal para a Equação AntiVida. Mas antes que ele toque o instrumento, é capturado por um OMAC. Flautista então consegue tocar seu instrumento e elimina Desaad e destrói Apokolips. O Flautista acorda em Gotham City e resolve se tornar um herói após ver o Bat-Sinal.

### Monarca, Monitores e Superman-Prime
Após o assassinato de Duela Dent, um dos Monitores vai até a Muralha para descobrir a causa da tensão crescente no Multiverso. É lhe revelado sobre o "Grande Desastre" e que Ray Palmer seria a salvação disso. Em sua base, os Monitores discutem como proteger o Multiverso e impedir que pessoas atravessem para os mundos paralelos. Por votação é decidido o destino de Donna Troy, Jason Todd e Kyle Rayner e o modo de deter as anomalias. Os Monitores mandam um agente chamado Viza Aziv para matar Jason Todd e Donna Troy. Após bater em Jason, o agente luta com Donna. É interrompido por um dos Monitores. O Monarca (Nathaniel Adam, o Capitão Átomo) assiste a derrota do agente. O Monarca se alia ao agente e recruta um exército após revelar que o povo da Terra-34 tinha sido exterminado por Anjo Negro e os Monitores.
Monarca e seu companheiro vão ao quartel da Liga da Justiça da Terra-10 e reúnem a Sociedade do Crime da Terra-3, e os Extremistas da Terra-8 e lhes oferecem um lugar em seu exército. Os Extremistas recusam e atacam o Monarca, mas são facilmente detidos e capturados. Os Monitores acreditam que o objetivo do Monarca é causar uma guerra no Multiverso e causar uma outra Crise que o faria reinar absoluto numa nova realidade. Monarca se encontra com Lord Havok.
Os Monitores concordam em eliminar "Bob", o Monitor da Nova Terra e que ajudara Jason e Donna. O Monitor da Terra-15 vigia Donna e Jason e os vê dexarem a Terra. Um Monitor ataca os heróis quando eles chegam à Terra-8, mas consegue apenas eliminar o Coringa da Terra-3 que os acompanhava. O Monitor da Terra-8 quer que os outros se juntem a sua causa, mencionando a ameaça do exército do Monarca, a morte dos Novos Deuses, a manipulação de Jimmy Olsen e o vírus que infectou Karate Kid. Com a ajuda de uma Monitor fêmea chamada Doutrina, ele convence os outros a ir para a guerra para salvar bilhões de vidas.
Os Monitores chegam à Terra-51. O Monitor da Terra-8, que agora se chama Salomão tenta absorver Bob que acaba morrendo. Os outros Monitores, chocados, suspeitam que Salomão manipulou os eventos para seus próprios fins. São interompidos com a chegada do Monarca e seu exército. No meio da luta, o Monarca se aproxima de Salomão e o acusa de querer dominar o Multiverso. Salomão volta e se encontra com os Monitores, que condenam suas ações antes de entrarem na batalha da Terra-51. Flutuando no Espaço, Nix Uotan, o Monitor da Terra-51, assiste a batalha na sua Terra antes de se juntar aos outros de seu grupo. Sentindo um chamado da Fonte, ele leva Donna, Jason, Kyle e Ray para Apokolips e fica na Terra-51.
Superboy Prime que sobreviveu ao episódio da "Guerra de Sinestro", agora aparece como adulto usando uma variação preto e prata do uniforme do Superman viajando através do Multiverso e tentanto encontrar aquele que seria o universo perfeito. O agora Superman-Prime ataca Lex Luthor da Terra-15 durante essa busca. Ele carrega Lex para a Fortaleza da Solidão e assassina o Superman daquele mundo (Zod) e sua esposa grávida e então voa para o Satélite da Liga da Justiça, assassinando Luthor e os membros do grupo que encontrou no satélite. Volta à Terra e mata a Mulher Maravilha da Terra-15 (Donna) e Batman (Jason). Achando que essa não é a Terra perfeita, Superman-Prime destrói o planeta. Ele vai à Muralha e captura o Senhor Mxyzptlk e Annataz Arataz, uma versão maligna de Zatana e os força a lhes darem seus poderes mágicos como substituto para a energia que absorvera temporariamente de um dos Guardiões do Universo. Após ser torturada por Superman-Prime, Annataz muda e consegue a fuga de Mxyzptlk. Superman-Prime destrói a base e queima Annataz viva. Superman-Prime mais tarde viaja para o nexus do Multiverso e se encontra com  Salomão. Superman-Prime então voa para a Terra-51 e esmaga o comando central do Monarca. Na luta com o Monarca, a Terra-51 é destruída. Nix Uotan, o Monitor daquele planeta, se torna o único sobrevivente do cataclisma.
No nexus do Multiverso, Salomão se encontra com Darkseid. Esse quer continuar seu jogo e dá a Salomão o próximo movimento. Salomão conta que o tempo de Darkseid está próximo do fim. Salomão fica perturbado com os planos de Darkseid para controlar o "Quinto Mundo".